# Pollaplonyx opacipennis
Pollaplonyx opacipennis är en skalbaggsart som beskrevs av Shuhei Nomura 1970. Pollaplonyx opacipennis ingår i släktet Pollaplonyx och familjen Melolonthidae. Inga underarter finns listade i Catalogue of Life.